# Tsna (Tver oblast)
Tsna (russisk: Цна) er en flod i Tver oblast i Rusland. Den er 160 km lang, med et afvandingsområde på 4.390 km2. Middelvandføringen 38 km fra munningen er 12,3 m3/s. Floden begynder i moseområdene i Tsinskhøjderne (en udløber af Valdajhøjderne). Floden løber gennem Vysjnevolotskoje-reservoiret, og mellem reservoiret og mundingen i Mstino-søen (en strækning på 7 km) går floden næsten i sin helhed innen byen Vysjnij Volotsjok. Mstino-søen afvander via Msta, Volkhov og Neva til Den Finske Bugt.
Tsna var en tidligere en vigtig del af vandvejen over fra Volga til Novgorod, og senere til Sankt Petersborg.
57°37′41″N 34°31′25″Ø / 57.628126°N 34.523735°Ø